# Petate

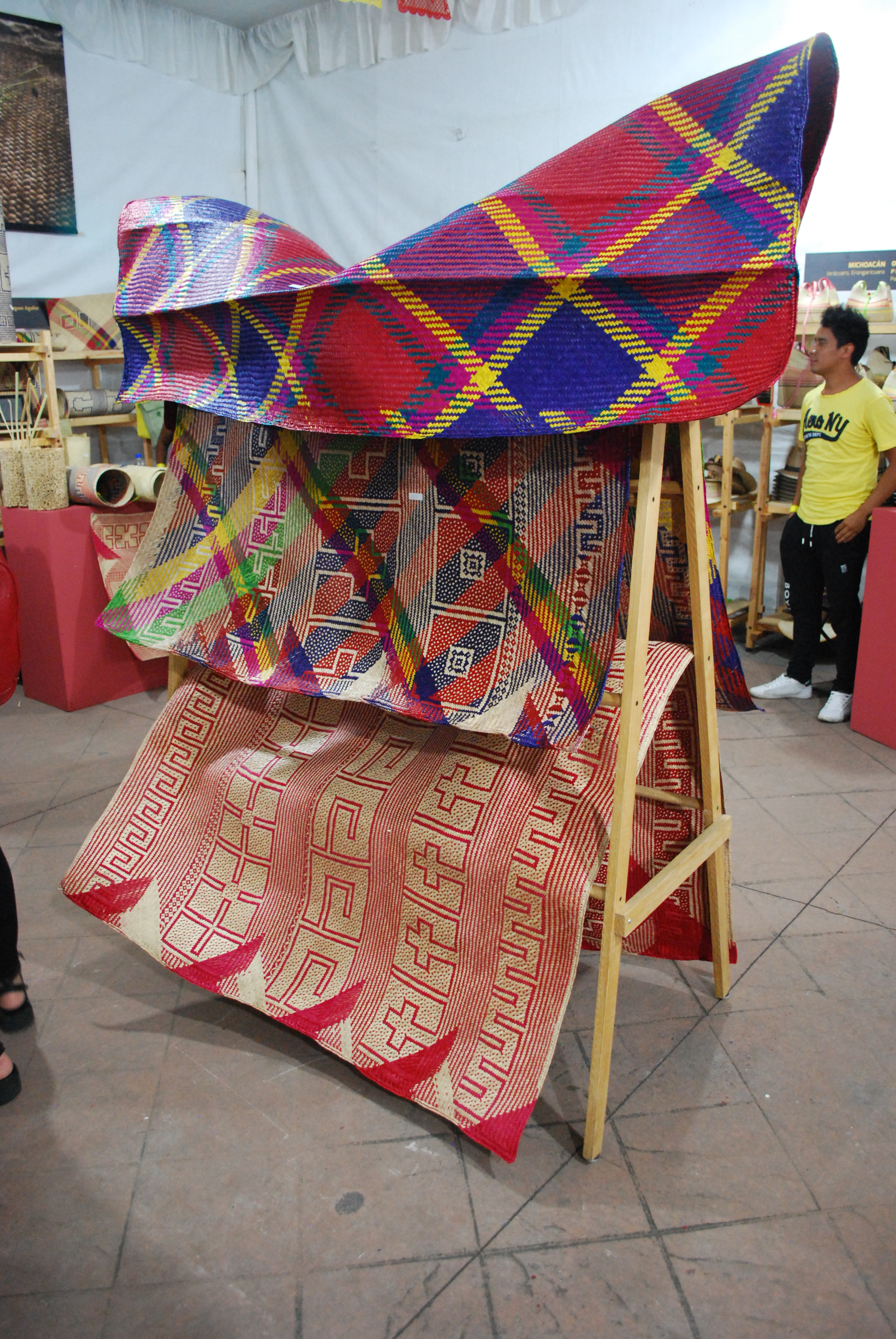
Petates.

El petate (del vocablo náhuatl petlatl) es un tipo de tapete, alfombra tejida o estera que se utiliza en México y algunos países de América Central, elaborada a base de fibras vegetales provenientes de varias especies de palmas (principalmente de los géneros Thrinax, Sabal y Brahea) y tules (especies schoenoplectus acutus y typha domingensis), además de, menormente, varias especies de Maguey y junco. A las especies de palmas usadas para este fin, se les conoce con el nombre genérico de «palma de petate». La Real Academia Española lo define como estera. 
Generalmente se tejen en forma cuadrangular y pueden elaborarse en distintos tamaños, mas no observan una medida exacta, necesariamente.

## Usos
El uso principal del petate es para dormir. El petate se extiende en el suelo para acostarse a dormir sobre él. Comúnmente durante el día se mantiene enrollado y recargado o colgado de alguna pared para aprovechar el espacio de la habitación. En algunos lugares muy cálidos se utiliza para dormir al aire libre, dígase a la intemperie.
También se utiliza para poner a secar diversos objetos al sol que no se desea que estén en el suelo: semillas, granos, inclusive tortilla de maíz. En varios lugares de México es común poner a secar semillas de calabaza en petates para luego asarlas y comerlas; estas semillas se llaman pepitas o pepitas de calabaza, aunque en el norte de México se les llama simplemente semillas que se venden tostadas con sal.
El petate forma parte de un conjunto de artículos que se elaboran con las fibras de la palma. Otros artículos elaborados con este material son: artesanías (conocidas en conjunto con el nombre artesanías de petate, juguetes, muñecos, máscaras, sombreros y cestas.

## Elaboración
La elaboración de un petate conlleva un arduo trabajo. Se comienza por el corte de las hojas de palma o los juncos, luego estas hojas se tienden a secar bajo el sol, en un lugar plano. Enseguida se escogen las más idóneas para tejer. Algunas se colorean con tinturas vegetales o con pigmentos obtenidos de animales como la cochinilla (rojo).
Actualmente,  debido a la emigración y a la falta de trabajo, tan solo el 30% del total de personas que trabajaba esta artesanía, lo sigue haciendo.

## Coloquialismos y expresiones
Por sus características y diversos usos, el petate ha sido utilizado como ilustración de diversas situaciones. Las siguientes frases coloquiales son sólo algunos ejemplos:
- "Ya se petateó" - Reconocido por la RAE, el verbo petatear (o petatearse) se usa como sinónimo de morir, debido a que el petate también se utiliza para velar y enterrar a los muertos desde la época prehispánica. Aún ahora, se sigue utilizando en lugares de pobreza extrema donde no es posible adquirir un féretro.
- "Llamarada de petate" (en España, "llamarada de paja") - Significa que una emoción o evento aparenta mucha intensidad, pero en realidad resulta de muy corta duración y, por lo regular, de escaso alcance y poca importancia. Por ejemplo: "El amor entre ellos fue pura llamarada de petate", "Esa lluvia fue mera llamarada de petate", "La protesta iba en aumento, pero al final solo fue una llamarada e petate". La razón es que el petate se quema rápido y dura muy poco su llama.
- "Huele a petate quemado" - Hace referencia a que alguien en la cercanía está fumando marihuana y el aroma es perceptible.
- "Las mujeres, pa'l metate y pa'l petate" - Dicho machista aún usado en México. Significa que la mujer ideal de muchos hombres debe ser buena cocinera y pareja sexual y limitarse a ello.
- "Si como es pa'l petate fueran pa'l metate" - Dicho machista discriminatorio hacia la mujer, significa cuando ella no es buena en otros ámbitos (cocinar, los quehaceres domésticos y laborales, etc.) pero en cambio, en el sexo sí lo es.
- "De esas pulgas no brincan en mi petate" - Dicho discriminatorio utilizado cuando una persona se niega a establecer algún tipo de relación amistosa, laboral o sentimental con alguien a quien considera de menor rango social, económico, moral o de raza. Mayoritariamente es usado por mujeres atractivas o bellas hacia hombres poco guapos y carentes de dinero, aunque en lo sentimental es aplicado por ambos sexos.
- "Liar el petate" - Significa marcharse o cambiar de vivienda. Hace referencia a recoger y enrollar el petate una vez que se levanta la persona. Cabe señalar que muchos indígenas han usado el petate como cama de viaje por su facilidad y practicidad, de ahí la analogía.
- "Que no te espanten con el petate del muerto" - Básicamente, significa que no hay que dejarse engañar por cosas, dichos o situaciones sin fundamento.